# Renátusz
A Renátusz latin eredetű férfinév, a jelentése: újjászületett. Női párja: Renáta.

## Rokon nevek
- Renátó:[1] a Renátusz olasz formájából ered.[2]
- René:[1] a Renátusz francia formájából származik.[2]

## Gyakorisága
Az 1990-es években a Renátusz és a René szórványos, a Renátó ritka név volt, a 2000-es években a Renátó az 59-95. leggyakoribb férfinév, kivéve 2009-et, amikor nem volt az első 100-ban, a Renátusz és a René nem szerepel a 100 leggyakoribb férfinév között.

## Névnapok
Renátusz, Renátó, René
- április 23.[2]
- szeptember 2.[2]
- október 6.[2]
- november 12.[2]

## Híres Renátók, Renátuszok, Renék
- Renato Dirnei Florêncio A Sevilla FC futballistája
- René Steinke német színész
- René Strickler argentin színész
- René nápolyi király (1409–1480) nápolyi király